# Downing Street
Downing Street [dáu̯nin- strít] je ulica v Londonu. Na Downing Street 10 sta že dve stoletji rezidenca in urad predsednika vlade Združenega kraljestva, trenutno je to Keir Starmer. Zato izraze Downing Street, Downing Street 10, v angleščini pa tudi Number 10 (številka 10), pogosto uporabljamo kot sinonim za britansko vlado ali predsednika/predsednico vlade.
Na Downing Street 11 sta rezidenca in urad finančnega ministra (ang. Chancellor of the Exchequer).